# Майский (Кытмановский район)
Майский — упразднённый посёлок в Кытмановском районе Алтайского края. На момент упразднения входил в состав Заречного сельсовета. Исключен из учётных данных в 2000 г.

## География
Располагался в северо-западной части района, на правом берегу реки Чумыш, в 2 км (по прямой) к западу от села Заречного.

## История
Основан в 1752 году. В 1926 году деревня Зубоскалово состояла 94 хозяйств. Действовали школа I ступени. В административном отношении входила в состав Погореловского сельсовета Верх-Чумышского района Барнаульского округа Сибирского края. В 1960-е годы деревня Зубоскалово переименована в посёлок Майский.
Исключен из учётных данных в 2000 г

## Население
В 1926 году в деревне проживало 498 человек (235 мужчин и 263 женщины), основное население — русские